# Симо Бозало
Проф. др Симо Бозало (Калиновик, 16. фебруар 1951) српски је правник, дип.менаџер, књижевник и Универзитетски професор. Своју поезију је објављивао у разним часописима и листовима. Члан је Удружења књижевника Републике Србије и Републике Српске.

## Биографија
Рођен је 16. фебруара 1951. године у Влахољу, општина Калиновик. Средњу школу и факултет завршио је у Сарајеву. Магистрирао у Новом Саду. Докторирао је на „БК” Универзитету у Београду. Прве поетске радове објављује у основној и средњој школи, а касније у књижевним часописима. Живи у Источном Сарајеву. Ради у Ректорату универзитета Источно Сарајево. Предаје на Факултету друштвених Знаности, Свеучилишта/Универзитета „Херцеговина” у Мостару.
Значајан период (од 1974 до 1992. године) провео је у Служби за представке и жалбе Скупштине и Предсједништва, бивше СРБиХ, као и у институцијама власти Републике Српске и БиХ. Од 1994. до 1996. начелник је заједничких и стручних служби у Скупштини града Источно Сарајево, од 1996. до 1998. шеф је Кабинета потпредсједника Скупштине града Источно Сарајево, од 1998. до 2000. шеф је Кабинета потпредсједника РС, од 2000. до 2002. шеф је Кабинета предсједника РС, од 2002. до 2006. је шеф Кабинета члана Предсједништва БиХ из РС.Члан Државне комисије за сараднју БиХ са УНЕСКО-м, од 2016, године. Заступљен у Енциклопедији Републике Српске. Заступљен је у Монографији "КО је КО" у Босни и Херцеговини, издање 2014.године. Заступљен у Лексикону српских писаца Босне и Херцеговине, издање 2015.г Др Симо Бозало је ванредни професор Факултета друштвених знаности Свеучилишта/Универзитета Херцеговина у Мостару.Од академске, 2017. школске године др Симо Бозало је пофесор на Универзитету "УНИОН - НИКОЛА ТЕСЛА" у Београду.Од академске, 2020. школске године др Симо Бозало је професор на другом циклусу студија и в.д проректор за међународну сарадњу и развој  Слобомир П Универзитета, Бијељина РС-Босна и Херцеговина.
Одликован Орденом Његоша другог реда.